# Australutica moreton
Australutica moreton är en spindelart som beskrevs av Rudy Jocqué 1995. Australutica moreton ingår i släktet Australutica och familjen Zodariidae.
Artens utbredningsområde är Queensland. Inga underarter finns listade.